# Lepidodendraceae
Lepidodendraceae é uma família de vegetais da Ordem Lepidodendrales, da classe Lycopodiopsida e da divisão Lycopodiophyta.

## Registros fósseis
Os registros fósseis desta família são muitos, contando com 16.476 fósseis encontrados, encontrados nos países a seguir: Estados Unidos, Canadá, Espanha, França, Países Baixos, Bélgica, Alemanha, Polônia, Bulgaria, Rússia, Turquia, Noruega, China, Coréia do Norte, Coréia do Sul, Afeganistão, Quirguistão, Tajiquistão, Cazaquistão, Irã, Egito, Indonésia, Austrália e África do Sul. E contando com 27 espécies, a lista:
- Lepidodendron Aculeatum (535 ocorrências)
- Stigmaria Ficoides (827 ocorrências)
- Lepidodendron obovatum (589 ocorrências)
- Lepidophloios intermedium (8 ocorrências)
- Lepidostrobus ornatus (55 ocorrências)
- Lepidophyllum majus (80 ocorrências)
- Lepidodendron Laricinum (13 ocorrências)
- Aspidiopsis coniferoides (5 ocorrências)
- Lepidodendropsis hirmeri (8 ocorrências)
- Ulodendron majus (21 ocorrências)
- Lepidostrobophyllum maius (153 ocorrências)
- Lepidostrobus anthemis (4 ocorrências)
- Lepidodendron dichotomum (99 ocorrências)